# MH (album)
MH è l'album di debutto del cantante Marques Houston, uscito per la Interscope Records nel 2003.

## Tracce
1. "Intro"
2. "Clubbin'" (featuring Joe Budden) – 0:16
3. "Pop That Booty" (featuring Jermaine Dupri) – 4:04
4. "That Girl" – 3:36
5. "Because of You" – 4:08
6. "Walk Away" – 3:30
7. "I Can Be the One" – 3:33
8. "Grass Is Greener" – 3:58
9. "Cancel" – 3:58
10. "Good Luck" – 3:33
11. "Can I Call You" – 4:37
12. "Love's a Game" – 3:58
13. "Tempted" – 4:09
14. "Actin' Up" (featuring Lil' Fizz) – 3:24
15. "Alone" – 4:05
16. "That Girl (Remix)" (featuring Pied Piper) – 3:54
17. "Clubbin' (Remix)" (featuring Joe Budden) – 4:11